# Liste der Monuments historiques in Plappeville
Die Liste der Monuments historiques in Plappeville führt die Monuments historiques in der französischen Gemeinde Plappeville auf.

## Liste der Bauwerke
| Bezeichnung          | Beschreibung                                                                                   | Standort                               | Kennzeichnung | Schutzstatus | Datum | Bild           |
| -------------------- | ---------------------------------------------------------------------------------------------- | -------------------------------------- | ------------- | ------------ | ----- | -------------- |
| Haus Migomay         | Wohnhaus des Pastors Paul Ferry; aus dem 16. Jahrhundert, Fassade im 18. Jahrhundert verändert | 9 rue Paul Ferry (Lage)                | PA57000023    | Inscrit      | 2002  |                |
| Château de Tignomont | ab dem 16. Jahrhundert                                                                         | 18 rue de Tignomont (Lage)             | PA00106972    | Inscrit      | 1988  | weitere Bilder |
| Kirche Ste-Brigide   | aus dem 12. Jahrhundert                                                                        | Rue de l’Église (Lage)                 | PA00106971    | Inscrit      | 1980  | weitere Bilder |
| Herrenhaus           | aus dem 18. Jahrhundert; einschließlich des Gartens                                            | 81, 83 rue du Général-de-Gaulle (Lage) | PA00107054    | Inscrit      | 1991  |                |

## Liste der Objekte
| Bezeichnung                                   | Beschreibung | Standort                         | Kennzeichnung | Schutzstatus | Datum | Bild |
| --------------------------------------------- | --- | -------------------------------- | ------------- | ------------ | ----- | ---- |
| Weihnachtskrippe der Saints Thiry             | Ensemble aus PM57001029 bis PM57001039; Grotte, 10 Figuren und weitere 80 Tiere; Terrakotta, 1876; die Figuren in der Kirche Ste-Brigide | in der Mairie (Lage)             | PM57001028    | Inscrit      | 2000  |      |
| Grotte der Weihnachtskrippe                   | Terrakotta, bemalt, 1876 | in der Mairie (Lage)             | PM57001029    | Inscrit      | 2000  |      |
| Krippenfigur Jesuskind                        | Terrakotte, bemalt, 1876 | in der Kirche Ste-Brigide (Lage) | PM57001030    | Inscrit      | 2000  |      |
| Krippenfigur Maria                            | Terrakotte, bemalt, 1876 | in der Kirche Ste-Brigide (Lage) | PM57001031    | Inscrit      | 2000  |      |
| Krippenfigur Joseph                           | Terrakotte, bemalt, 1876 | in der Kirche Ste-Brigide (Lage) | PM57001032    | Inscrit      | 2000  |      |
| Krippenfigur Stehender Hirte                  | Terrakotte, bemalt, 1876 | in der Kirche Ste-Brigide (Lage) | PM57001033    | Inscrit      | 2000  |      |
| Krippenfigur Kniender Hirte                   | Terrakotte, bemalt, 1876 | in der Kirche Ste-Brigide (Lage) | PM57001034    | Inscrit      | 2000  |      |
| Krippenfigur Farbiger König                   | Terrakotte, bemalt, 1876 | in der Kirche Ste-Brigide (Lage) | PM57001035    | Inscrit      | 2000  |      |
| Krippenfigur Stehender König                  | Terrakotte, bemalt, 1876 | in der Kirche Ste-Brigide (Lage) | PM57001036    | Inscrit      | 2000  |      |
| Krippenfigur Kniender König                   | Terrakotte, bemalt, 1876 | in der Kirche Ste-Brigide (Lage) | PM57001037    | Inscrit      | 2000  |      |
| Krippenfigur Esel                             | Terrakotte, bemalt, 1876 | in der Kirche Ste-Brigide (Lage) | PM57001038    | Inscrit      | 2000  |      |
| Krippenfigur Ochse                            | Terrakotte, bemalt, 1876 | in der Kirche Ste-Brigide (Lage) | PM57001039    | Inscrit      | 2000  |      |
| Armreliquiar der heiligen Brigida von Kildare | Kupfer, vergoldet, Filigranarbeit, Holz, 13. Jahrhundert                                                                                 | in der Kirche Ste-Brigide (Lage) | PM57000270    | Classé       | 1980  |      |